# Hyds
Hyds – miejscowość i gmina we Francji, w regionie Owernia-Rodan-Alpy, w departamencie Allier.

## Demografia
Według danych na rok 1990 gminę zamieszkiwały 393 osoby, a gęstość zaludnienia wynosiła 21 osób/km². W styczniu 2015 r. Hyds zamieszkiwało 328 osób, przy gęstości zaludnienia wynoszącej 17,5 osób/km².